# Symposion
 For alternative betydninger, se Symposion (flertydig). (Se også artikler, som begynder med Symposion)
|  | Denne artikel handler om græske symposier i almindelighed. Platon har også skrevet en dialog med titlen Symposion. |
Symposion (græsk sym- 'sammen' posis 'drik') var et drikkegilde i antikkens Grækenland.

## Rammer
Symposier foregik i mændenes rum, andron. Der var normalt 10-20 deltagere, som lå henslængt på venstre albue på løjbænke langs væggene. De drak vin blandet med vand fra et stort kratér (bowle) midt i rummet.

## Poesi
I dannede kredse var symposiet rammen om poesi og retorik, og det blev et forum for filosofiske diskussioner. Disse diskussioner er temaet for Platons dialog af samme navn.

### Handling
Dionysos (beruselse) og Afrodite (elskov) var centrale guder. Hetærer og ynglinge deltog. (Prostituerede og unge drenge). Homoseksualitet var anerkendt. 

## Sparta
I Sparta indgik symposiet i de fællesmåltider, syssitier, som alle borgerne var forpligtet til at deltage i.